# Payamdüzü
Payamdüzü ist ein Dorf im Landkreis Çemişgezek der türkischen Provinz Tunceli. Im Jahre 2011 lebten in Payamdüzü 565 Menschen. Payamdüzü war ursprünglich eine armenische Siedlung. Der frühere Name lautete Sinsor.